# مادس يورغنسن
مادس يورغنسن (بالدنماركية: Mads Jørgensen)‏ هو لاعب كرة قدم دنماركي في مركز الوسط، ولد في 10 فبراير 1979 في Ryomgård ‏ في الدنمارك. شارك مع منتخب الدنمارك تحت 21 سنة لكرة القدم ومنتخب الدنمارك لكرة القدم. أما مع النوادي، فقد لعب مع آرهوس جمناستيك فورينينغ ونادي أنكونا ونادي بروندبي ونادي ستابك.

## وصلات خارجية
- مادس يورغنسن على موقع قاعدة بيانات كرة القدم.إي يو (الإنجليزية)
- مادس يورغنسن على موقع ناشيونال فوتبول تيمز (الإنجليزية)
- مادس يورغنسن على موقع Soccerway.com (الإنجليزية)
- مادس يورغنسن على موقع عالم كرة القدم.نت (الإنجليزية)